# Триподо, Доменико
Доменико Триподо (итал. Domenico Tripodo; ок. 1923, Реджо-ди-Калабрия, Италия — 26 августа 1976, Неаполь, Италия) — итальянский преступник, босс ндрангеты в городе Реджо-ди-Калабрия и его окрестностях. Также известный как дон Мико Триподо, он был одним из наиболле влиятельных лидеров ндрангеты своего времени.

## Во главе ндрангеты в Реджо-ди-Калабрии
Доменико Триподо встал во главе ндрангеты в Реджо-ди-Калабрии, устранив прежнего босса города Доменико Страти по итогам двухлетнего конфликта в 1958—1959 годах. В 1960-х годах Триподо сформировал своего рода триумвират вместе с Антонио Макри, боссом города Сидерно, и Джироламо Пиромалли, главой самой могущественной ндрины на побережье Тирренского моря. Главенство этого триумвирата признавалось всеми остальными главами ндрин, которые в большинстве случаев следовали указаниям членов этого триумвирата беспрекословно.
Триподо существенно разбогател на контрабанде табака и был тесно связан с сицилийской мафией. Так он был compare d’anello (что-то вроде доверенного друга) её босса Тото Риины на его свадьбе в 1974 году. По мнению Энцо Чиконте, специалиста по ндрангете и консультанта Комиссии по борьбе с мафией, это могло произойти только в том случае, если бы они считались людьми одного уровня.

## Первая война ндрангеты
Триподо, будучи капобастоне ндрангеты, придерживался её традиционных устоев и вместе с Макри выступал против новых для преступной организации сфер деятельности, таких как похищение людей и торговля наркотиками. Кроме того, они враждебно относились к формировавшейся тогда «Ла Санте», тайному обществу внутри самой ндрангеты, созданному в начале 1970-х годов для максимального усиления власти самых влиятельных боссов и в то же время обеспечения их невидимости для социума.
Триподо в этом отношении противостояли его бывшие заместители в Реджо-ди-Калабрии — братья Де Стефано. Они захватили монополию на строительные работы в северной части Реджо-ди-Калабрии, вытеснив при поддержке кланов Пиромалли и Маммолити клан Триподо с рынка контрактов на общественные работы. Де Стефано также разграбили партию контрабандного табака, принадлежавшую компании Триподо. Всё это в итоге вылилось в кровопролитную так называемую первую войну ндрангеты, которая началась в 1974 году, когда Триподо решил нанести удар первым, убив Джованни Де Стефано. Конфликт продлился до 1976 года.

## Арест и смерть
Трипод не дожил до завершения первой войны ндрангеты. 21 февраля 1975 года он был арестован и заключён в тюрьму Поджореале в Неаполе, а 26 августа 1976 года зарезан там по заказу клана Де Стефано. Осуществить это убийство помог босс каморры Раффаэле Кутоло, глава Новой каморры, который сотрудничал с Де Стефано в сфере торговли наркотиками. Таким образом Паоло Де Стефано стал новым лидером ндрангеты в Реджо-ди-Калабрии.
После низвержения своего отца Кармело Триподо сначала перебрался в северную Италию, затем в Казерту (Кампания) и, наконец, в 1992 году в Фонди (Лацио). Он вступил в союз с калабрийским кланом Имерти-Конделло, давними врагами Де Стефанос. 30 октября 1996 года Кармело был арестован в Риме по обвинению в вымогательстве и ростовщичестве.